# Vickers Viscount
El Vickers Viscount fue un avión comercial turbohélice británico fabricado por Vickers-Armstrong, entró en servicio en 1953 y fue el primer avión de pasajeros con motor turbohélice. El Viscount se convertiría en uno de los más exitosos aviones de posguerra, con 445 unidades construidas en toda la historia de la línea de producción. Era particularmente preferido por los pasajeros debido a su silenciosa cabina, a la falta de vibraciones y a que tenía unas ventanas mucho mayores que otros aparatos de su época.

## Diseño y desarrollo

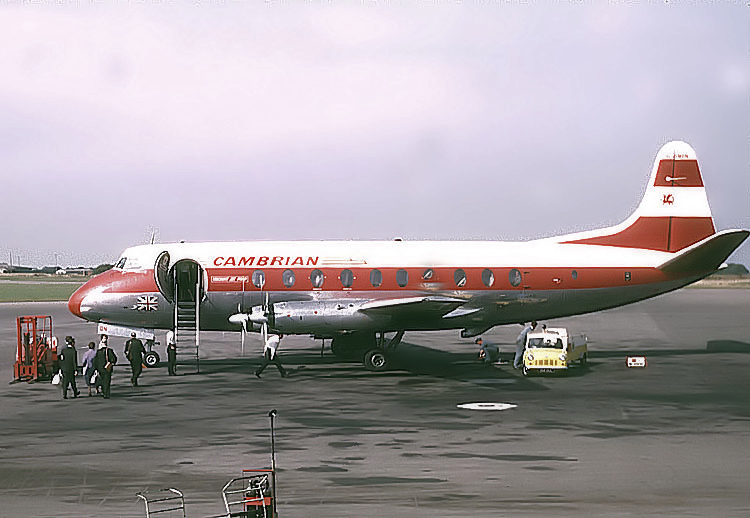
Vickers Viscount 701 de Cambrian Airways en el aeropuerto de Bristol, Inglaterra, 1963.

El diseño original partió del diseño del Type IIB propuesto por el Comité Brabazon como avión turbohélice de medio alcance y de cabina presurizada para operar las rutas menos concurridas, pudiendo llevar 24 pasajeros a 2851 km de distancia, a una velocidad de 320 km/h. British European Airways (BEA) estuvo involucrada en el diseño y solicitó que pudiese llevar 32 pasajeros en lugar de 24.
El diseño del Vickers Type 630 fue completado en Brooklands por el diseñador jefe, Rex Pierson, y su equipo en 1945, sería un avión de 32 plazas propulsado con 4 turbohélices Rolls Royce Dart RDa.I Mark 502 de 1380 hp unitarios que le permitirían viajar a 443 km/h. En marzo de 1946 se realizó un pedido de 2 prototipos, iniciándose la construcción inmediatamente. En un principio iba a llamarse Viceroy, pero el nombre fue diplomáticamente cambiado por el de Viscount en agosto de 1947, tras la independencia de la India.
El prototipo Type 630 (G-AHRF) voló por primera vez el 16 de julio de 1948, y el segundo prototipo (Type 663) fue construido como banco de pruebas con dos reactores Rolls-Royce Tay en lugar de los cuatro motores turbohélice Dart. Al primer prototipo le fue concedido un certificado de vuelo restringido el 15 de septiembre de 1949, seguido del certificado definitivo el 27 de julio de 1950, entrando en servicio al día siguiente en BEA para que los pilotos y el personal de tierra se familiarizase con el nuevo aparato. Sin embargo, el diseño fue considerado demasiado pequeño y lento con sus 443 km/h, haciendo los costes por pasajero demasiado altos para un servicio regular.
El diseño volvió entonces a la mesa de dibujo y renació como el alargado Type 700 con hasta 48 pasajeros (53 en algunas configuraciones) y una velocidad de crucero de 496 km/h. El nuevo prototipo voló por primera vez el 28 de agosto de 1950. British European Airways encargó 20 Type 701, y pronto llegaron encargos de otras compañías. El primer 700 fue entregado a BEA en enero de 1953, y en abril comenzó el primer servicio propulsado a turbohélice del mundo.
Tres años después, el Viscount se convirtió en el rey del transporte aéreo al ganar la carrera de 18 980 km desde Londres a Christchurch, Nueva Zelanda. El avión bautizado Endeavour hizo una media de velocidad de 467 km/h, cruzando la meta nueve horas antes que su rival más cercano.
El Type 700D estaba propulsado por motores más potentes Dart 510 (RDa.6) y en el Type 724 se instalaron nuevos sistemas de combustible, cabina de mando para dos pilotos y poseía mayores pesos.
El gran cambio final al diseño fue el Type 800 o Super Viscount, alargado 1,2 m y ampliado hasta poder llevar a 71 pasajeros. Se planeó un posterior cambio del fuselaje, pero el avión resultante finalmente fue convertido en un nuevo modelo, el Vanguard.
El Viscount continuó en servicio para BEA y British Airways hasta los años 80, para pasar finalmente a operadores chárter como British Air Ferries (posteriormente British World).

## Variantes

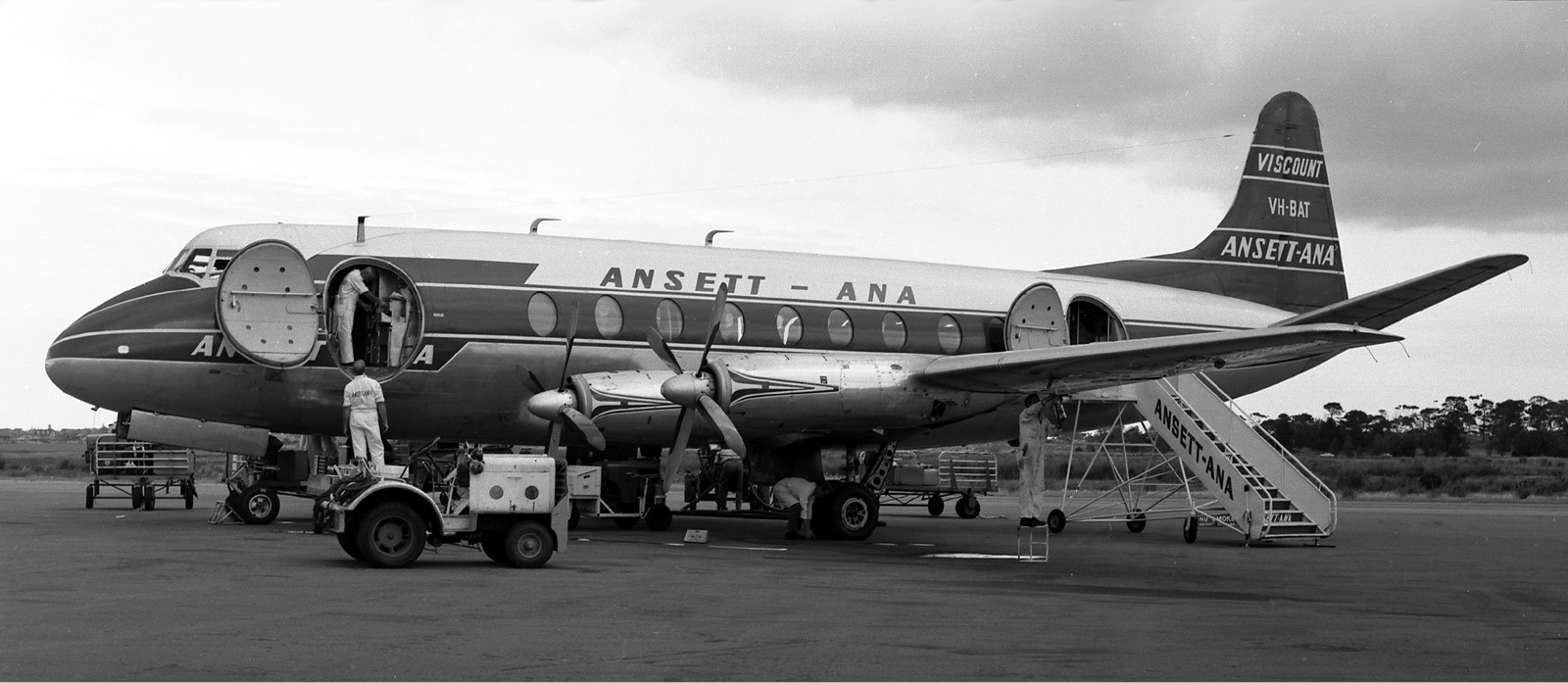
Vickers Viscount 747 (c/n 97) de Ansett-ANA en el Aeropuerto de Adelaida, 1960.

Type 630
Primer prototipo, con fuselaje corto (22,71 m), con capacidad para 32 pasajeros y propulsado por cuatro motores Rolls-Royce Dart R.Da Mk 501 de 1032 kW (1380 ehp).
Type 663
Segundo prototipo, banco de pruebas para el turborreactor Rolls-Royce Tay.
Type 640
Tercer prototipo planificado, propulsado por cuatro motores turbohélice Napier Naiad. No se construyó, con piezas incorporadas al prototipo del Type 700.
Type 700
Primera versión de producción, con motores de 1030 kW (1381 hp), 287 construidos. El sufijo "D" se utilizó para las aeronaves propulsadas por los motores Dart 510 de 1175 kW (1576 hp).
Type 800
Variante mejorada con fuselaje extendido 1,2 m, 67 construidos.
Type 810
Variante mejorada de mayor alcance con motores Dart 525 de 1485 kW (1991 hp), 84 construidos.
VC-90
Designación de la Fuerza Aérea Brasileña para una variante de transporte vip del Viscount.

## Supervivientes
- Type 701 (G-ALWF; Sir John Franklin), con la librea de BEA en el Museo Imperial de Guerra en Duxford, Cambridgeshire, Inglaterra.[11][12]
- Type 701 (G-AMOG; Sir Robert Falcon Scott) con la librea de BEA en el Museo de la RAF de Cosford, Shropshire, Inglaterra.[13]
- Type 708 (F-BGNU) con la librea de Air France en el Sinsheim Auto & Technik Museum, Alemania.[14]
- Type 745D (HK-1708), en el parque COMFAMA de Rionegro, Colombia.
- Type 757 (CF-THI) con la librea de Trans Canadian Airlines en el Museo de la Aviación de Canadá, Rockcliffe, Canadá.[15]
- Type 789D (FAB2101) de la Fuerza Aérea Brasileña en el Museo Aeroespacial de Brasil, Campos dos Afonsos, Brasil.[16]
- Type 806 (G-APIM; Viscount Stephen Piercey) con la librea de British Air Ferries en Brooklands, Surrey, Inglaterra.[17]
- Type 807 (ZK-BRF; "City of Christchurch") en el Parque Aeronáutico Ferrymead, Nueva Zelanda.[18]
- Type 814 (D-ANAM) con la librea de British Air Ferries en el Flugausstellung Leo Junior de Hermeskeil, Alemania.[19]
- Type 818 (VH-TVR; John Murray) con la librea de Trans Australian Airlines en el Museo Nacional de la Aviación de Australia, Moorabbin, Australia.[20]
- Type 827 (CX-BJA) de PLUNA en exhibición en el Museo Aeronáutico "Coronel (Aviador) Jaime Meregalli" en Uruguay. Su interior fue restaurado por “Memorias de PLUNA” y puede ser visitado.[21]
- Type 843 (50258) de la Fuerza Aérea China en el Museo de la Aviación de Pekín, China.[22]

## Operadores

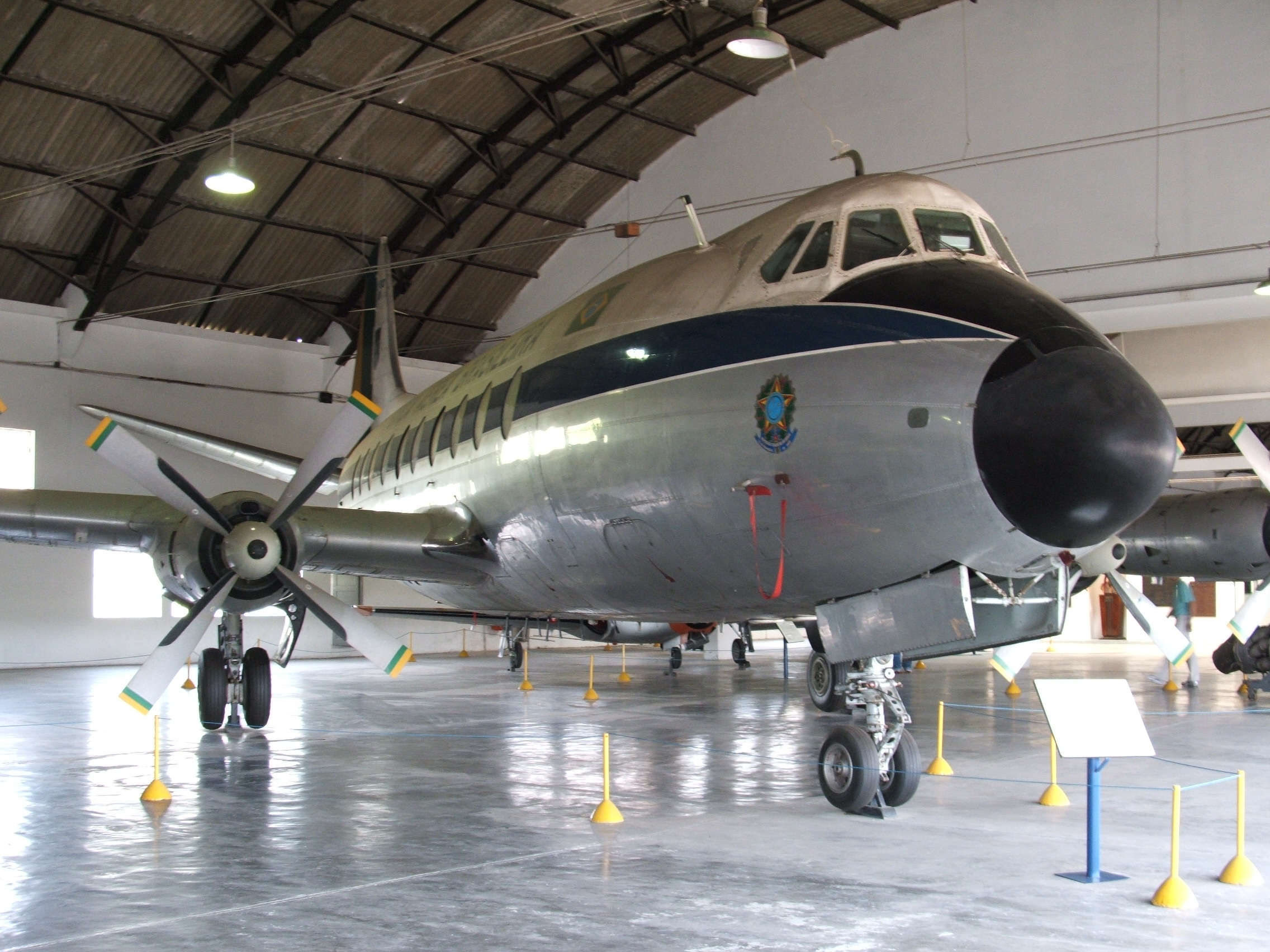
Viscount presidencial de la Fuerza Aérea Brasileña.

### Civiles
| - Aden Airways - Air Canada - Air Ferry - Aeropostal - Aer Lingus - Air Bridge Carriers - Air Inter - Air France - Air Rhodesia - Alitalia - All Nippon Airways - Aloha Airlines - Ansett - Arkia Airlines - Austrian Airlines - Braathens SAFE - British Air Ferries - British Eagle - British Midland - British Airways - British European Airways - British United Airlines - British West Indian Airways - British World Airways - BWIA West Indies Airways - CAAC | - Cambrian Airways - Capital Airlines - Central African Airway - Continental Airlines - Cubana - Cyprus Airways - EgyptAir - Euroair - Far Eastern Air Transport - Ghana Airways - Hong Kong Airways - leased from BOAC - Hunting Clan - Icelandair - Indian Airlines - Intercontinental de Aviación - Iraqi Airways - Iran Air - KLM - Kuwait Airways - Líneas Aéreas Canarias (LAC) - LOT Polish Airlines (3) - Lufthansa - MacRobertson Miller Airlines - Manx - Mandala Airlines - Maritime Central Airways - Merpati Nusantara Airlines - Middle East Airlines (MEA) | - Misrair - Egypt Airlines - Northeast Airlines - National Airways Corporation - Pakistan International Airlines - Philippine Airlines - PLUNA (Primeras Líneas Uruguayas de Navegación Aérea) (5) - South African Airways - SAETA (Sociedad Anónima Ecuatoriana de Transportes Aéreos) - Starways - TAO - TAP Portugal - Transportes Aéreos del Continente Americano (TACA) - Trans Australia Airlines (TAA) - Trans Canada Airlines (TCA) - Transair (Canadá) - Turkish Airlines (THY) - VASP - Union of Burma Airways - United Airlines - Virgin Atlantic Airways |

### Militares
| Australia   | Brasil    |
| China       | India     |
| Omán        | Pakistán  |
| Reino Unido | Sudáfrica |
| Turquía     |           |

## Accidentes e incidentes
- 20 de mayo de 1958, un Lockheed T-33A de la Guardia Aérea Nacional estuvo involucrado en una colisión en el aire con un avión de Vickers Viscount en Brunswick, Maryland.[23]
- 15 de agosto de 1976 se accidentó el vuelo 011 de SAETA, que cubría la ruta Quito-Cuenca.[24]

## Especificaciones (Type 810)
Referencia datos: British Civil Aircraft since 1919

### Características generales
- Tripulación: 2 pilotos + tripulación de cabina
- Capacidad: 75 pasajeros
- Longitud: 26,1 m (85,7 ft)
- Envergadura: 28,6 m (93,7 ft)
- Altura: 8,2 m (26,7 ft)
- Peso vacío: 18 722 kg (41 263,3 lb)
- Peso máximo al despegue: 30 617 kg (67 479,9 lb)
- Planta motriz: 4× turbohélice Rolls-Royce Dart Mk 525.
  - Potencia: 1484 kW (2046 HP; 2018 CV) cada uno.

### Rendimiento
- Velocidad máxima operativa (Vno): 566 km/h (352 MPH; 306 kt)
- Alcance: 2220 km (1199 nmi; 1379 mi)
- Techo de vuelo: 7600 m (24 934 ft)
- Carga alar: 370 kg/m² (75,8 lb/ft²)
- Potencia/peso: 0,12 hp/lb

## Aeronaves relacionadas

### Desarrollos relacionados
- Vickers Vanguard

### Aeronaves similares
- Airspeed Ambassador
- Convair 540/580/600/640
- Lockheed L-188 Electra
- Armstrong Whitworth Apollo
- Ilyushin Il-18

### Secuencias de designación
- Secuencia Numérica (interna de Vickers): ← 449 - 451 - 452 - 453 - 454 - 455 - 456 -- 614-618 - 619 - 620-628 - 630 - 632 - 634 - 635 -- 637 - 638 - 639 - 640 - 641—646 - 648 - 649 -- 657 - 659 - 660 - 663 - 664 - 667 - 668 - 672-674 - 700-703 - 705 - 706 - 707 - 708 - 709 - 710 - 711 -- 715 - 716 - 718 - 720 - 721 - 722 - 723 - 724 - 725 - 726 - 728 - 729 - 730-732 - 733 - 734-742 - 743 - 744-745 - 747-749 - 754-757 - 758 - 759-798 - 799 - 800-843 - 845 - 850 - 860 - 870 →
- Secuencia VC._ (interna de Vickers): VC.1 - VC.2 - VC.3 - VC.4 - VC.5 →
- Secuencia A_ (Aeronaves de la RAAF (Serie Tres, 1964-presente)): ← A3 - A4 - A5 - A6 - A7 - A8 - A9 →
- Secuencia C-_ (Aeronaves de carga de la Fuerza Aérea Brasileña): ← C-41 - C-42 - C-55 - C-90 - C-91 - C-92 - C-93 →